# Hithaadhoo (Baa-atol)
Hithaadhoo is een van de bewoonde eilanden van het Baa-atol behorende tot de Maldiven.

## Demografie
Hithaadhoo telt (stand maart 2007) 552 vrouwen en 621 mannen.